# Museu Czartoryski
O Museu Czartoryski (em polonês: Muzeum Książąt Czartoryskich w Krakowie) está localizado em Cracóvia, na Polônia, e é considerado o primeiro museu polonês. Fundado em 1796 pela princesa Izabela Czartoryska, foi estabelecido, a princípio, em Puławy, cidade no nordeste da Polônia onde ela residia com o marido Adam Kazimierz Czartoryski.
As coleções que se encontravam em Puławy foram parcialmente destruídas durante o durante o Levante de Novembro (também conhecido como Revolução dos Cadetes), uma revolta armada polonesa contra o domínio russo no país. As terras dos Czartoryskis foram confiscadas pelas autoridades russas, fazendo com que eles buscassem exílio em Paris. Junto com eles, foi transferida parte do acervo do museu, que ficou a salvo no Hôtel Lambert, edifício adquirido pelo príncipe Adam, em 1843.
Em 1870, o príncipe Władysław Czartoryski decidiu mover as coleções para a Cracóvia, que desde 1867 vinha adquirindo certo grau de autonomia após o Compromisso Austro-Húngaro de 1867, acordo responsável por estabelecer a Monarquia Dual da Áustria-Hungria nas terras da Monarquia Habsburgo.
O museu foi criado com o intuito de preservar a memória polonesa, tendo como lema: “Do Passado Para o Futuro”. Os primeiros objetos a integrarem o acervo do Museu Czartoryski foram troféus comemorando a vitória dos poloneses contra os turcos na Batalha de Viena, de 1683.
Uma das mais célebres pinturas expostas no museu é a tela Dama Com Arminho, de Leonardo da Vinci.  Outras peças que se encontram entre as coleções do museu são dois trabalhos de Rembrandt, diversas antiguidades (incluindo esculturas, relíquias e tapetes renascentistas), bem como pinturas de Hans Holbein, Jacob Jordaens, Luca Giordano, Dieric Bouts, Joos van Cleve, Lorenzo Lotto, Lucas Cranach, Lorenzo Monaco, Andrea Mantegna e Alessandro Magnasco.

## Coleções reais
Entre as coleções do Museu Czartoryski estão diversos artefatos históricos recuperados do Castelo Real de Wawel, que se encontra na Colina de Wawel, em Cracóvia. Além disso, estão expostos no museu uma variedade de objetos doados de famílias pertencentes a Szlachta, classe dos nobres da Polônia e do Grão-Ducado da Lituânia. Izabela também adquiriu antiguidades do Duque de Brabante, incluindo os livros dele, considerados uma das principais peças da coleção.
Influenciada pelo movimento artístico Romântico, ela também obteve objetos de importância simbólica e sentimental, como, por exemplo, a cadeira do dramaturgo inglês William Shakespeare, as cinzas de El Cid e Ximena, e relicários de Pedro Abelardo e Heloísa de Argenteuil. A livraria do museu foi, posteriormente, ampliada com a coleção de Tadeusz Czacki, historiador e pedagogo polonês, a qual incluía arquivos de Estanislau II Augusto da Polônia, o último rei da Polônia.
Em 1789, o príncipe Adam Jerzy Czartoryski, filho de Izabela, viajou para a Itália, onde adquiriu a tela Dama Com Arminho, de Leonardo da Vinci. Além do retrato em questão, ele obteve a pintura Retrato de Um Jovem, de Rafael, e diversas antiguidades romanas.
Após o fracasso do Levante de Novembro, em 1830, ele foi exilado da Polônia, então comandada pelo Império Russo. O príncipe estabeleceu-se em Paris, e em 1843, comprou o Hotel Lambert, que se tornou tanto o centro de operações do exilado magnata Czartoryski, quanto a nova locação do Museu Polonês. Todos os objetos do primeiro museu foram realocados para Paris. Coleções de livros foram separadas, sendo mantidas por décadas longe do alcance do governo russo.
Após a morte do príncipe Adam Jerzy, o filho mais jovem dele (o príncipe Władysław), passou a administrar o museu. Colecionador de obras de arte nato, ele e a irmã, a Princesa Izabela Działyńska, adicionaram à coleção carpetes poloneses, vasos etruscos e gregos, antiguidades egípcias, diversos tipos de armas e armaduras, além de enfeites ornamentados com Esmalte de Limoges. Durante a Exposição de Artes Decorativas de 1865, a qual aconteceu em Paris, Władysław criou um cômodo polonês para exibir a carpetaria e outras peças da coleção particular dele.

## Mudança para a Cracóvia
Em 1871, após a derrota da França na Guerra Franco-Prussiana, o príncipe Władysław despachou ou escondeu boa parte dos artefatos da coleção dele, deixando a capital francesa logo em seguida. Em 1874, a cidade da Cracóvia ofereceu ao nobre uma nova locação para o museu. O príncipe convocou, então, o arquiteto Eugène Viollet-le-Duc para revitalizar a casa localizada nas cercanias do antigo muro da cidade. O arquiteto, no entanto, passou o projeto para o genro dele, Maurice Ouradou.
Ainda em 1874 (isto é, cem anos após a princesa Izabela ter inaugurado o museu em Puławy), o Czartoryski reabria em nova localização. Após a reinauguração em solo polonês, o príncipe Władysław continuou a acrescentar itens à coleção do acervo por mais de duas décadas, até a morte dele em 1894.